# Prosphytochloa prehensilis
Prosphytochloa es un género monotípico de plantas herbáceas,  perteneciente a la familia de las poáceas. Su única especie: Prosphytochloa prehensilis (Nees) Schweick., es originaria de Sudáfrica.
Algunos autores la incluyen en el género Potamophila  como Potamophila prehensilis.

## Descripción
Es una planta perenne; rizomatosa (los rizomas horizontales, con catafilos). Los tallos de flores de hoja verde. Con culmos de un metro de alto (o más); herbácea; escandente (por los pelos retrorsos en los márgenes de la hoja); ramificada arriba. Los nodos de los culmos peludos o glabros. Entrenudos del culmo hueco. Plantas sin armas (pero los márgenes de las hojas y las venas principales espinosas, con púas diminutas retrorsos). Las hojas no agregadas basales; auriculadas (vainas ligeramente auriculadas); sin setas auriculares. Las láminas lineares-lanceoladas a lanceoladas; estrechas a anchas; 4-15 mm de ancho; planas; sin venación; persistentes; laminada en la yema. La lígula es una membrana ciliada; no truncada (redondeada, el margen lacerado-fimbriado); de 1-1.5 mm de largo. Contra-lígula ausente.
Plantas bisexuales, con espiguillas bisexuales; con flores hermafroditas.

## Taxonomía
Prosphytochloa prehensilis fue descrita por (Nees) Schweick. y publicado en Der Züchter. Zeitschrift für Theoretische und Angewandte Genetik 31(4): 194–195. 1961.
Sinonimia
- Maltebrunia prehensilis  Nees
- Potamophila prehensilis  (Nees) Benth.[2]